# Stefano Sposetti
Stefano Sposetti (22 de desembre de 1958) és un astrònom amateur suís i un descobridor prolífic de planetes menors. Viu a Gnosca, en la part de parla italiana de Suïssa en els Alps Lepontins, on es troba l'Observatori Astronòmic de Gnosca.